# Rippolder
De Rippolder was een polder en een waterschap in de gemeente Wissenkerke op Noord-Beveland, in de Nederlandse provincie Zeeland.
In 1767 kregen de ambachtsheren van Oud-Campen, Soelekerke en Campens-Nieuwland het octrooi voor de bedijking van enkele schorren. In 1769 was de bedijking een feit. De polder werd genoemd naar De Rip, een voormalige stroomgeul. Tot 1769 was de polder zeewerend, maar door de oprichting van de Jacobapolder werd het een binnenpolder.
Na het calamiteus verklaren van de Anna-Frisopolder kwamen de zeedijken onder het beheer van het waterschap de Waterkering van de calamiteuze Anna Frisopolder.
Sedert de oprichting van het afwateringswaterschap Heer Jansz. c.a. in Noord-Beveland in 1879 was de polder hierbij aangesloten.